# リズリサ
リズリサ（英: LIZ LISA）は、株式会社LIZ LISAが運営するファッションブランド。

## 主なブランド
- リズリサ（LIZ LISA）
- リズリサ ドール（LIZ LISA doll）
- プリムヴェール　リズリサ（primevere LIZ LISA）

## 主な取引先
- 東急モールズデベロップメント
- イオンリテール
- イオンモール
- 三井不動産商業マネジメント
- セブン&アイ・クリエイトリンク
- 近鉄百貨店
- パルコ
- 丸栄
- 三井不動産
- 三越伊勢丹
- 小田急百貨店

## 沿革
- 1999年（平成11年） - 自社ブランド「LIZ LISA」を立ち上げ、渋谷109店に1号店をオープンする。
- 2001年（平成13年） - 全国の主要都市に出店を開始する。
- 2002年（平成14年） - 本社を東京都渋谷区宇田川町に移転する。
- 2003年（平成15年）
  - 繊研新聞社　第5回 テナント大賞　敢闘賞　受賞　<<LIZ LISA>>
  - プロダクトブランド「TRALALA de LIZ LISA（現「TRALALA」)を立ち上げる。
- 2004年（平成16年） - 自社ブランド「LIZ LISA TWINKLE」を立ち上げる。
- 2005年（平成17年） - SC型戦略店舗として各プロダクトブランドをミックスして取り扱う新業態「LIZ LISA Fusion」の1号店をイオンモール浜松志都呂店に出店する。
- 2006年（平成18年）
  - クロスプラス株式会社（東証・名証2部上場）が当社株式の51％を取得し、連結子会社となる。
  - SC型戦略プロダクトブランド「LIZ LISA doll」を立ち上げる。
  - 日本各地の主要都市を中心に、店舗数50店となる。
- 2007年（平成19年） - 繊研新聞社　第9回テナント大賞　新人賞受賞<<LIZ LISA Fusion>> 当社通信販売サイトを立ち上げ、販売開始する。
- 2009年（平成21年） - 初の海外出店。
- 2011年（平成23年） - 自社ブランド「JugeETTA」を立ち上げる。
- 2019年1月 (平成31年) - 原宿竹下通り店が閉店。現在はSHIBUYA109店、ラフォーレ原宿店、新宿アルタ店、近鉄パッセ店、天王寺MIO店のみになっている。